# Pic de Tristaina
De Pic de Tristaina is een berg gesitueerd op de Andorrees-Franse grens in de Pyreneeën. De berg heeft een hoogte van 2878 meter en is vanaf het skistation Ordino-Arcalis in Andorra het eenvoudigste te bereiken per voet.